# 7. juni
7. juni er dag 158 i året i den gregorianske kalender (dag 159 i skudår). Der er 207 dage tilbage af året.
Dagens navn er Jeremias.

### Begivenheder
Født - Dødsfald
- 1238 - Stensby-aftalen mellem Valdemar Sejr og Den Tyske Orden om deling af Estland
- 1654 - Ludvig 14. krones til konge af Frankrig.
- 1896 - Der vises levende billeder - film - i Danmark for første gang. Det sker i Panorama på Rådhuspladsen i København.
- 1905 - Det norske Stortinget vedtager at unionen med Sverige skal ophøre.
- 1914 - Det første fartøj, Alliance, passerer gennem Panamakanalen.
- 1935 - Pierre Laval bliver fransk premierminister.
- 1940 - Kong Haakon 7. af Norge, kronprins Olav og den norske regering forlader Tromsø og går i eksil i London.
- 1942 - Flådeslaget ved Midway i Stillehavet ender med amerikansk sejr over japanerne.
- 1945 - Kong Haakon 7. vender tilbage til Norge.
- 1965 - Monarkiet genindføres i Marokko.
- 1965   - Det amerikanske rumfartøj Gemini 4 fuldfører 62 ture omkring Jorden.
- 1966 - Den tidligere filmstjerne Ronald Reagan bliver guvernør i Californien.
- 1967 - I Seksdageskrigen trænger den israelske hær de egyptiske tropper tilbage til Suez-kanalen.
- 1968 - Godtfred Kirk Christiansen åbner det 8 tønder land store Legoland.
- 1975 - Belgien beslutter at købe amerikanske jagerfly.
- 1977 - Menachem Begin indsættes som Israels regeringschef.
- 1977   - Som den første tyske regeringschef kommer Willy Brandt på officielt besøg i Israel.
- 1979 - Det første direkte valg til Europa-Parlamentet afholdes.
- 1981 - Israelske kampfly angriber og ødelægger atomkraftværket i Usirak nær Bagdad i Irak.
- 1981   - På en auktion i New York sælges ayatollah Khomeinis autograf for 4000 kr.
- 1982 - Priscilla Presley åbner Graceland for publikum; badeværelset, hvor Elvis Presley døde fem år tidligere, holdes dog stadig lukket.
- 1983 - Dronning Anne-Marie af Grækenland nedkommer med sit fjerde barn, Theodora.
- 1990 - Ungarn offentliggør planer om at trække sig ud af Warszawapagten.
- 1990   - Det vesttyske politi anholder Rote Armé-aktivisten Susanne Albrecht, der blandt andet deltog i mordet på finansmanden Jürgen Ponto i 1977.
- 1992 - Christiansborg Slotskirke brænder efter at være ramt af en nødraket, som er affyret under Københavns karneval.
- 1997 - En Bandidos-rocker dræbes og tre såres, da de bliver skudt ned ved en café i Liseleje.
- 2001 - Tony Blair og hans regering vinder en jordskredssejr ved parlamentsvalget i Storbritannien.
- 2006 - Den danske brintbil, DTU Dynamo, der har kørt 810 km på det, der svarer til 1 liter benzin, vises frem på Rådhuspladsen i København.

### Født
- 1778 - Beau Brummell, britisk dandy (død 1840).
- 1848 - Paul Gauguin, fransk maler (død 1903).
- 1848   - Bernhard Lauritz Frederik Bang, dansk dyrlæge og bakteriolog (død 1932).
- 1877 - Charles Glover Barkla, engelsk fysiker og modtager af Nobelprisen i fysik (død 1944).
- 1879 - Knud Rasmussen, grønlandsk-dansk opdagelsesrejsende (død 1933).
- 1896 - Imre Nagy, ungarsk politiker og premierminister (død 1958).
- 1897 - Christian Eriksen, dansk skuespiller (død 1961).
- 1899 - Elizabeth Bowen, irsk forfatter (død 1973).
- 1909 - Jessica Tandy, engelsk-amerikansk skuespiller (død 1994).
- 1912 - Inger Stender, dansk skuespiller (død 1989).
- 1917 - Dean Martin, amerikansk skuespiller, sanger og tv-vært (død 1995).
- 1924 - Torben W. Langer, dansk chefredaktør (død 1988).
- 1928 - James Ivory, amerikansk filminstruktør.
- 1928   - Olaf Olsen, dansk arkæolog og tidligere rigsantikvar (død 2015).
- 1940 - Tom Jones, walisisk sanger.
- 1943 - Ann-Britt Mathisen, dansk radiovært (død 2006).
- 1943 - Ole Rendbæk, dansk direktør og erhvervsleder (død (2003).
- 1944 - Keld Bak, dansk fodboldspiller.
- 1945 - Lone Kühlmann, dansk journalist og forfatter.
- 1945   - Wolfgang Schüssel, østrigsk politiker og tidligere kansler.
- 1948 - Peter Salskov, dansk journalist, forfatter og chefredaktør (død 2006).
- 1948   - Anne Knudsen, dansk antropolog og chefredaktør (død 2022).
- 1950 - Reimer Bo Christensen, dansk journalist og studievært.
- 1950   - Colette L. Brix, dansk folketingsmedlem.
- 1952 - Liam Neeson, nordirsk skuespiller.
- 1952   - Orhan Pamuk, tyrkisk forfatter og modtager af Nobelprisen i litteratur.
- 1953 - Lisbeth Knudsen, dansk journalist og chefredaktør.
- 1953   - Johnny Clegg, engelsk-sydafrikansk musiker (død 2019).
- 1958 - Prince, amerikansk musiker, komponist og skuespiller. (død 21. april 2016)
- 1969 - Joachim, dansk prins.
- 1970 - Cafu, brasiliansk fodboldspiller.
- 1975 - Allen Iverson, amerikansk basketballspiller.
- 1979 - Julie, grønlandsk-dansk sanger.
- 1981 - Anna Kournikova, russisk tennisspiller.
- 1982 - Høgni Lisberg, færøsk musiker.
- 1988 - Michael Cera, canadisk skuespiller.

### Dødsfald
- 1840 - Frederik Vilhelm 3., preussisk konge (født 1770).
- 1853 - Carl Andreas Reitzel, dansk boghandler (født 1789).
- 1937 - Jean Harlow, amerikansk skuespiller (født 1911).
- 1954 - Alan Turing, engelsk datalog og matematiker (født 1912).
- 1965 - Judy Holliday, amerikansk skuespiller (født 1921).
- 1970 - E.M. Forster, engelsk forfatter (født 1879).
- 1971 - Ben Pollack, amerikansk orkesterleder (født 1903).
- 1980 - Henry Miller, amerikansk forfatter (født 1891).
- 2004 - Quorthon, svensk musiker (født 1966).
- 2006 - Abu Musab al-Zarqawi, jordanskfødt guerrillaleder og terrorist (født 1966).
- 2009 - Hugh Hopper, engelsk bassist og komponist (født 1945).
- 2012 - Bob Welch, amerikansk musiker (født 1946).
- 2013 - Pierre Mauroy, fransk politiker (født 1928).
- 2015 - Christopher Lee, engelsk skuespiller (født 1922).
- 2022 - Carl, hertug af Württemberg, tysk prins

|  | Denne datoartikel kan blive bedre, hvis der indsættes et (bedre) billede Du kan hjælpe ved at afsøge Wikimedia Commons for et passende billede eller uploade et godt billede til Wikimedia Commons iht. de tilladte licenser og indsætte det i artiklen. |